# Mabel Brigge
Mabel Brigge, född omkring 1506 i Yorkshire, död 7 april 1538 i York, var en engelsk påstådd häxa. Hon utförde under år 1533 en "svart fasta" på uppdrag av Isabel Bugg med syfte att döda kung Henrik VIII. Hon ställdes inför rätta för mordförsök på kungen och avrättades genom hängning i april 1538 i York. 